# Afrotrichona mahnerti
Genre
Espèce
Afrotrichona mahnerti, unique représentant du genre Afrotrichona, est une espèce d'araignées aranéomorphes de la famille des Linyphiidae.

## Distribution
Cette espèce est endémique du Kenya. Elle se rencontre vers la vallée du Kerio et le lac Baringo.

## Description
Le mâle holotype mesure 2,25 mm et la femelle paratype 1,90 mm.

## Étymologie
Cette espèce est nommée en l'honneur de Volker Mahnert.

## Publication originale
- Tanasevitch, 2020 : « Linyphiid spiders collected by V. Mahnert in Kenya, with the description of a new genus and two new species (Arachnida: Araneae). » Revue Suisse de Zoologie, vol. 127, no 2, p. 349-360.